# Улица Фёдора Дубовицкого
Улица Фёдора Дубовицкого — улица на севере Москвы в районе Северный Северо-Восточного административного округа от Долгопрудненского шоссе.

## Происхождение названия
Проектируемый проезд № 239а получил название улица Фёдора Дубовицкого в октябре 2016 года. Улица получила имя советского и российского физикохимика, члена-корреспондента РАН Фёдора Ивановича Дубовицкого (1907—1999).

## Описание
Улица начинается от Долгопрудненского шоссе,  проходит на юг, через 220 метров поворачивает на запад, затем ещё через 150 метров на север, и заканчивается вновь на Долгопрудненском шоссе  

На улице расположен международный научно-образовательный кластер «Физтехпарк» (числится по Долгопрудненскому шоссе, дом 3).